# Tom Wiggins
Tom Wiggins (Thomas Wiggins ou Thomas Greene Wiggins dit Blind Tom, 25 mai 1849 - 14 juin 1908) est un pianiste afro-américain aveugle. 
Musicien célèbre aux États-Unis au XIXe siècle, connu dans tout le pays à la fois comme interprète et comme compositeur, il se fait remarquer aussi par un comportement excentrique. 
Bien que l'autisme n'ait pas encore été décrit à l'époque, il est considéré aujourd'hui comme un autiste savant. 

## Esclave et enfant prodige

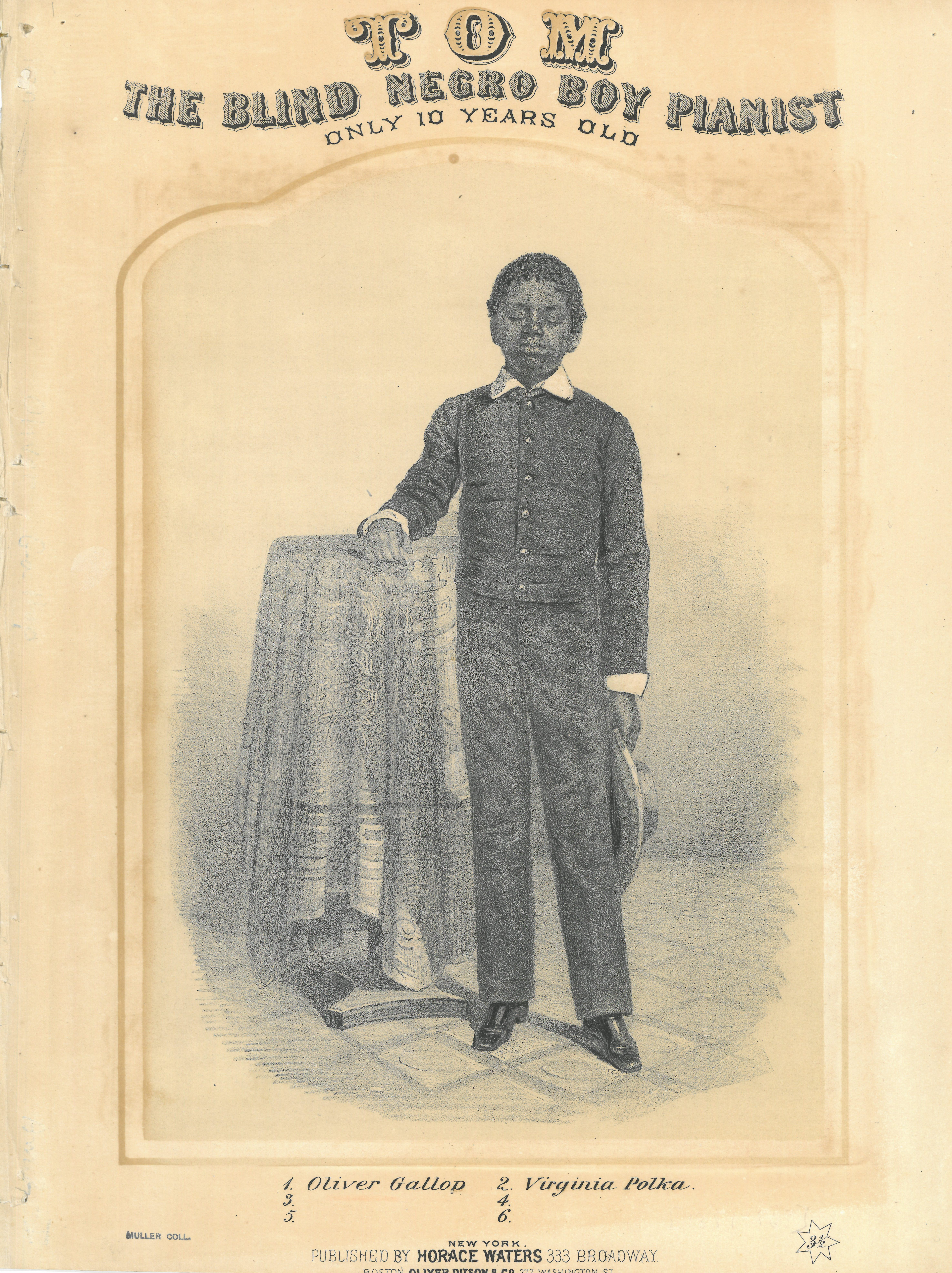
Tom Wiggins à 10 ans

Tom Wiggins nait dans une plantation du comté de Harris (Géorgie) en 1849. 
Aveugle de naissance, il est vendu en 1850, en même temps que ses parents Charity et Mingo Wiggins et deux de ses frères, à James Neil Bethune, un avocat et rédacteur en chef respecté à Columbus (Géorgie). 
Il montre très tôt de l'intérêt pour le piano. Alors qu'il a du mal à se faire comprendre, recourant souvent aux grognements et aux gestes pour exprimer ses propres besoins, il est capable de prononcer distinctement et de répéter exactement les sons qui l'environnent, par exemple le chant des oiseaux ou de longues conversations. 
En 1857 James Neil Bethune décide de le présenter dans différentes villes de Géorgie.
Il donne son premier concert à Atlanta à 8 ans. Loué comme esclave-musicien en 1858, il devient l'année suivante le premier afro-américain à jouer à la Maison-Blanche devant le président James Buchanan.
Il peut reproduire des morceaux de musique à l'oreille en ne les ayant entendu qu'une seule fois. Il récite aussi des textes et des poèmes par cœur y compris en langues étrangères.
C'est ainsi, en écoutant jouer et chanter des musiciens professionnels embauchés à cet effet par James Neil Bethune, qu'il apprend de nouveaux morceaux. Son répertoire s'élargit et atteint dit-on 7 000 morceaux dont des valses, le répertoire classique, des chansons populaires et des hymnes.
Autre exemple de ses dons extraordinaires, ayant assisté à une réunion électorale en faveur du candidat démocrate Stephen Douglas pendant la tumultueuse élection présidentielle américaine de 1860, il peut encore, des années plus tard, reproduire avec une précision remarquable le discours, le ton et les manières du candidat ainsi que les interruptions et les acclamations du public.
Auteure d'une biographie de Tom Wiggins, Deirdre O'Connell souligne son talent musical, sa capacité à traduire en musique les phénomènes extérieurs qui le médusent tels que les orages, les trains ou les machines à coudre, ainsi que sa capacité à improviser sur de nouveaux airs. Elle souligne aussi son comportement problématique. Il peut bondir dans toute la pièce, faire des culbutes, se balancer sur un pied, manger avec les mains voire directement dans l'assiette, grogner si l'on se moque de lui. Il est effrayé par les inconnus et va jusqu'à éjecter du tabouret de piano une femme qui joue mal. 
Une lettre rédigée par un spectateur rapporte qu'il l'a vu au piano jouant simultanément un air de la main droite et un air de la main gauche, tout en chantant autre chose, et parfois il se retourne  pour jouer dos au piano. Sa façon de s'exprimer étonne aussi ses contemporains, il a l'habitude sur scène comme en privé de parler de lui-même à la troisième personne, il s'adresse par exemple au public en disant « Tom est heureux de vous rencontrer ».

## Carrière musicale

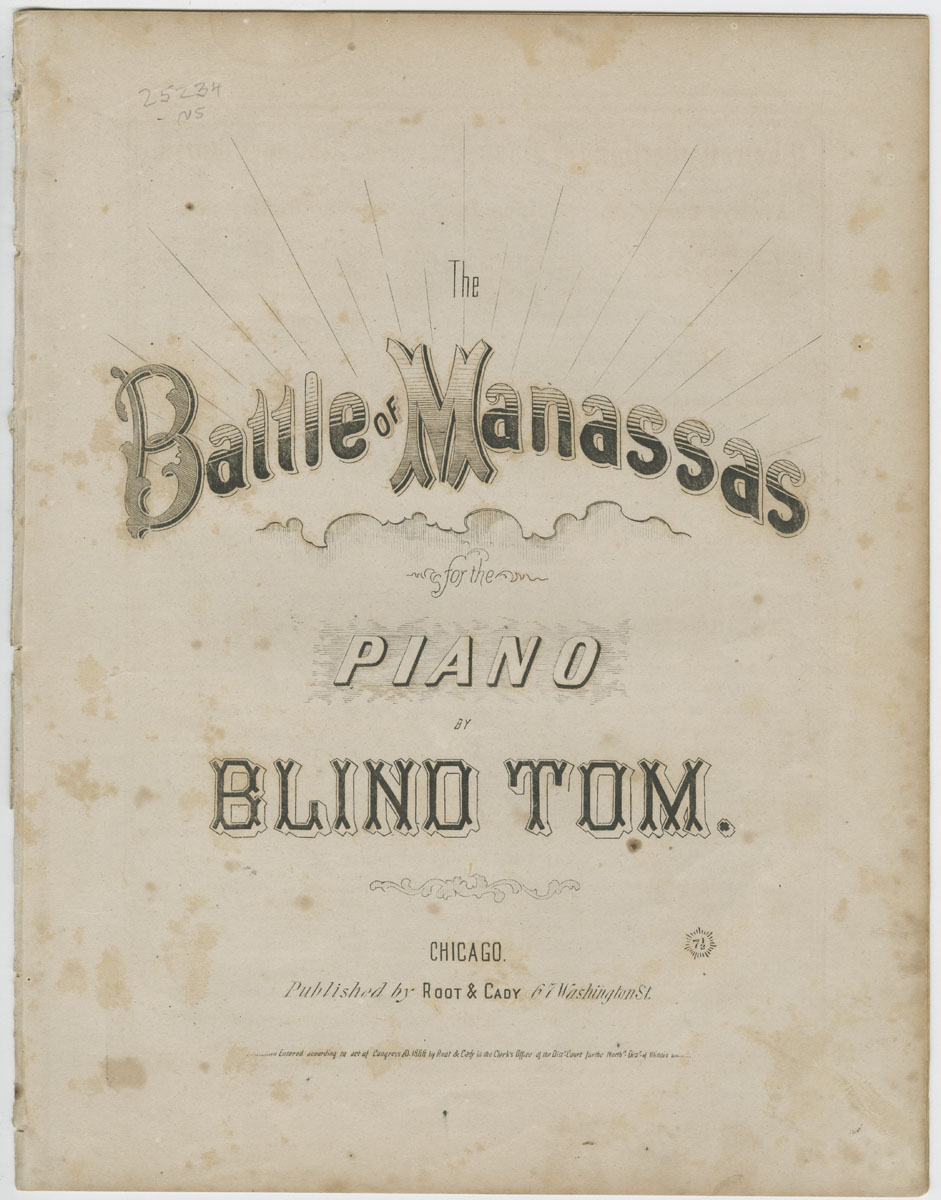
Couverture de la partition pour piano The Battle of Manassas

### Interprète
Les tournées à succès de Tom Wiggins commencent dans les états du Sud avant la guerre de Sécession. Le programme des spectacles, proche du minstrel show, associe musique, danse et scènes burlesques. Il fait à cette époque figure d'important partisan noir de la confédération du fait que ses concerts contribuent à lever des fonds.
Vers 1865, il joue déjà des œuvres difficiles de Bach, Chopin, Liszt, Beethoven, Thalberg 
et plus tard des œuvres de Mendelssohn. 
En 1866, il fait une tournée de concerts en Europe accompagné par James Neil Bethune ou selon d'autres sources par Perry H. Oliver.
À la fin des années 1860, Tom Wiggins et la famille Bethune font des tournées aux États-Unis et au Canada pendant la plus grande partie de l'année tandis qu'ils séjournent l'été en Virginie .
À partir de 1875, pendant huit ans, c'est John Bethune, le fils de James Neil Bethune, qui l'accompagne dans ces tournées annuelles et ils passent tous les étés à New York.
Tom Wiggins rencontre pendant la tournée en Europe les musiciens Ignaz Moscheles et Charles Hallé. Plus tard, à New York c'est Joseph Poznanski qui est son professeur et retranscrit nombre de ses compositions.

### Compositeur
Tom Wiggins compose sa première mélodie The Rain Storm à 5 ans.
Il dira plus tard qu'il a été inspiré par le son de la pluie sur un toit en tôle.
Il publie en 1860 deux morceaux pour piano Oliver Galop et Virginia Polka. 
Dès 1861, à 12 ans, il compose son œuvre la plus importante The Battle of Manassas qui évoque la première bataille de Bull Run gagnée par la confédération au début de la guerre de Sécession. Ce morceau, très apprécié des confédérés, est retiré du répertoire des concerts à l'issue de la guerre.
Il compose également The Sewing Song à une date inconnue,
et Water in the Moonlight en 1866,
toujours pour le piano. 
John Davis, le pianiste américain qui a fait revivre l'œuvre de Tom Wiggins au XXIe siècle, évalue cette œuvre à plus d'une centaine de morceaux. Il montre que ces compositions cachent des images originales et évocatrices sous un apparent conformisme. Le piano suggère des phénomènes naturels (The Rainstorm, Cyclone galop, Voice of the Waves, etc.), des mécanismes (The Sewing Song), des instruments de musique (timbales dans March Timpani, fifre et tambour dans The Battle of Manassas) et des effets sonores comme le son du canon et le roulement d'un train accompagné au sifflet par le pianiste.

## Propriétaires, gardiens, managers

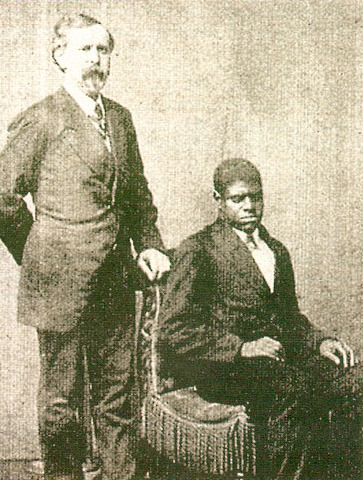
James Neil Bethune et Tom Wiggins

À la suite de la vente de 1850, la propriété puis la garde de Tom Wiggins jusqu'à la fin de sa vie, reviennent à James Neil Bethune et à sa famille. 
L'organisateur de spectacles Perry H. Oliver joue également un rôle au moins comme manager.
L'abolition de l'esclavage en 1865 à l'issue de la guerre de Sécession ne libère pas Tom Wiggins. Sa famille noire et ses tuteurs blancs se disputent le contrôle de sa carrière et de la manne financière qui en résulte,.
En effet, James Neil Bethune conserve la garde de Tom Wiggins en passant en 1863 un contrat de 5 ans avec Mingo et Charity Wiggins. 
Tabbs Gross, un ancien esclave devenu entrepreneur de spectacle, conteste ce contrat en 1865 devant un tribunal de Cincinnati qui conclut en faveur de James Neil Bethune. 
C'est ensuite un juge de Virginie qui confie en 1868 la garde du musicien à John Bethune, fils de James Neil Bethune.  
Lorsque John Bethune meurt en 1884, la garde retourne à James Neil Bethune. 
L'épouse de John, Eliza, incite alors Charity Wiggins à intervenir. À l'issue d'un procès retentissant, un tribunal de Baltimore attribue finalement, en 1887, la garde de Tom Wiggins à Eliza Bethune.
C'est par la suite Albrecht Lerche, avocat et second mari d'Eliza Bethune, qui gère les dernières tournées de Tom Wiggins.
Charity Wiggins, qui est partie prenante au procès aux côtés d'Eliza Bethune, n'obtient ni la garde de son fils, ni le contrôle de ses revenus.
Tom Wiggins donne son dernier concert en 1905.  Il vit retiré à  Hoboken (New Jersey) et y meurt en 1908.

## Reconnaissance posthume

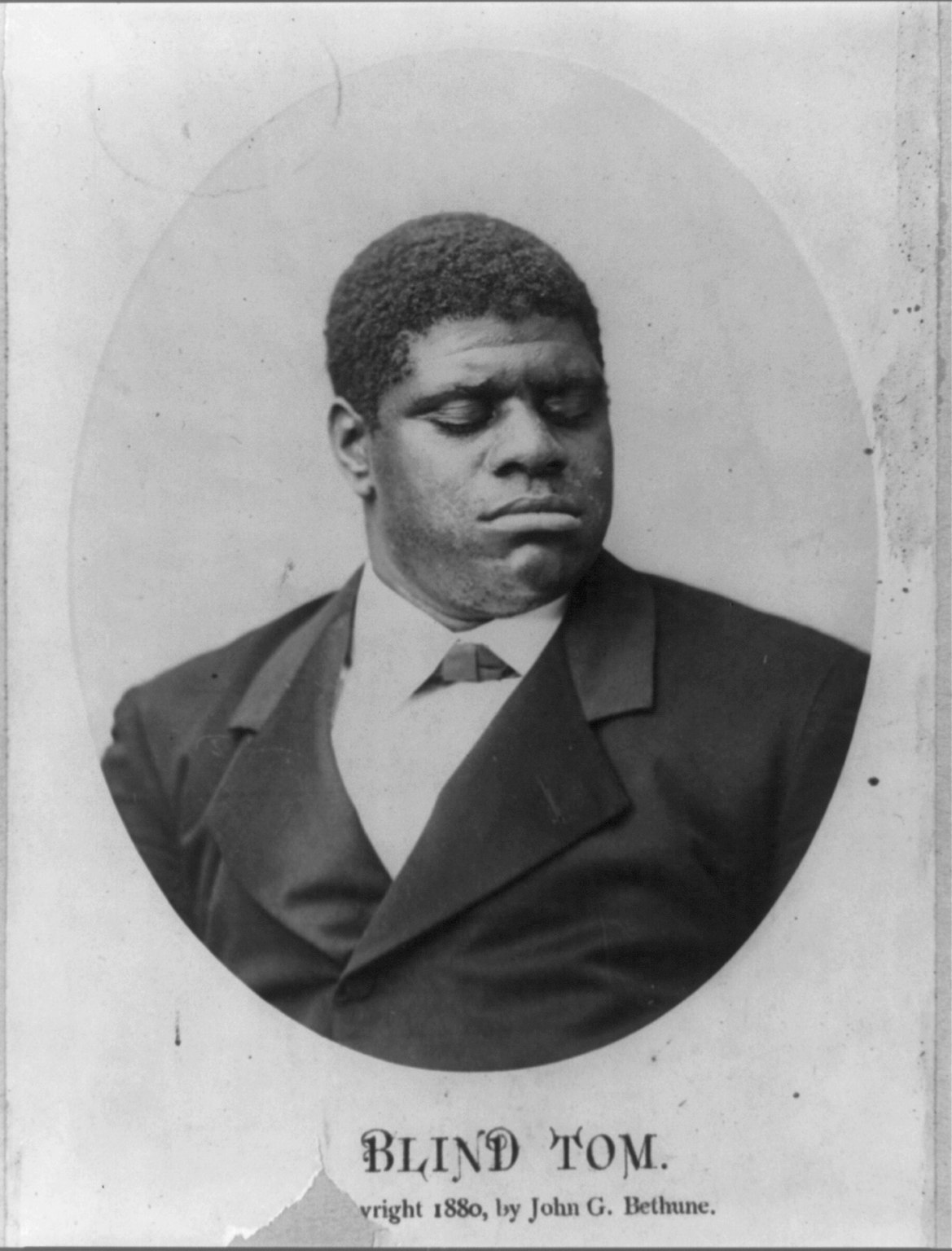
Portait de Tom Wiggins en 1880

### Hommages
La population de Columbus (Géorgie) lui dédie une stèle commémorative en 1976. 
Reagan Grimsley initie en 2006 aux archives de la Columbus State University (en) un projet de numérisation des partitions composées par Tom Wiggins.
Des décennies durant, George R. Greene, un juge de comté près de Columbus, rassemble des souvenirs de Tom Wiggins, notamment des affiches de concerts et des partitions. Sa collection est estimée entre 10 000 et 20 000 dollars au moment de sa mise en vente en 2015.

### Filmographie
- Blind Tom: The Story of Thomas Bethune, court film de Mark W. Travisen, 1981[14]
- The Last Legal Slave in America, documentaire d'Andre T. Regan, 2006[15]

### Discographie
Œuvres de Tom Wiggins : John Davis Plays Blind Tom: The Eighth Wonder (Newport Classic, 1999)
A propos de Tom Wiggins : The Ballad of Blind Tom, chanson d'Elton John dans l'album The Diving Board, 2013